# Trochospongilla pennsylvanica
Trochospongilla pennsylvanica är en svampdjursart som först beskrevs av Thomas Henry Potts 1882.  Trochospongilla pennsylvanica ingår i släktet Trochospongilla och familjen Spongillidae. Inga underarter finns listade i Catalogue of Life.